# Куницын, Вячеслав Евгеньевич
Вячеслав Евгеньевич Куницын — советский и российский учёный, профессор Московского государственного университета им. М. В. Ломоносова, заведующий отделением геофизики, заведующий кафедрой физики атмосферы.

## Биография
Куницын Вячеслав Евгеньевич родился 24 июня 1955 года в г. Горьком. Отец — Куницын Евгений Иванович, офицер Советской Армии. Мать — Куницына Надежда Степановна, служащая. В 1972 году Вячеслав Евгеньевич поступил на физический факультет МГУ, который окончил с отличием в 1978 г. В 1978 году также родилась дочь Ольга. В 1981 г. после окончания аспирантуры физического факультета МГУ он защитил кандидатскую диссертацию «Обратные задачи теории волн и восстановление структуры рассеивающих неоднородностей» по специальности «радиофизика». За время обучения большое влияние на формирование его научных интересов и будущую деятельность оказали такие крупные ученые и яркие личности как Р. В. Хохлов, О. В. Руденко, Ю. Л. Климонтович, В. Д. Гусев, А. Н. Матвеев. Вся жизнь В. Е. Куницына была связана с физическим факультетом Московского государственного университета им. М. В. Ломоносова. Начиная с 1981 г. Вячеслав Евгеньевич работал ассистентом, старшим преподавателем, доцентом, профессором физического факультета МГУ. 

В 1991 г. защитил докторскую диссертацию «Радиотомография и радиозондирование ионосферы» (специальность «радиофизика»).

В 1994 г. возглавил кафедру физики атмосферы отделения геофизики физического факультета МГУ, став самым молодым заведующим кафедрой за всю историю физического факультета.

С 1996 г. — действительный член Международной академии наук высшей школы.

С 2000 г. — действительный член РАЕН.

С 2009 г. — заведующий отделением геофизики физического факультета МГУ.
Вячеслав Евгеньевич Куницын умер в Праге во время международной конференции.

## Научная и преподавательская деятельность
Основными направлениями научных исследований Вячеслава Евгеньевича были проблемы дистанционного зондирования геофизических сред и объектов различными типами волн, прямые и обратные задачи теории волн, радиотомография ионосферы и ближнего космоса, физика верхней атмосферы и ионосферы. Куницыным В. Е. развиты методы решения обратных задач дистанционного зондирования атмосферы и околоземной среды. Получены новые решения одномерных обратных задач зондирования слоистых сред. Разработанные методы расчета распространения радиоволн в ионосфере и атмосфере с учетом волновых эффектов (туннельный эффект и надбарьерное отражение) позволили впервые объяснить ряд явлений, наблюдаемых при зондировании ионозондами (широкий диапазон прозрачности спорадических слоев, резонансы групповых задержек и т. д.). В последние годы под руководством Вячеслава Евгеньевича были разработаны методы спутниковой радиотомографии ионосферы, включая лучевую, дифракционную и статистическую радиотомографию. На основе развитых методов совместно с Полярным геофизическим институтом РАН были проведены первые в мире эксперименты по РТ ионосферы. Впервые в мире были получены изображения локализованных неоднородностей ионосферы (дифракционная РТ), реконструированы радиотомографические сечения главного ионосферного провала (лучевая РТ), получены пространственные распределения флуктуаций электронной плотности (статистическая РТ). Он стал пионером и признанным лидером в разработке и применении радиотомографических методов в геофизике, физике атмосферы и ближнего космоса. Сейчас трудно представить прогресс в физике верхних слоев атмосферы без полученных им и его учениками оригинальных и весомых научных результатов. В. Е. Куницын снискал заслуженную известность и авторитет как специалист мирового уровня в области физики ионосферы и верхней атмосферы. Он активно сотрудничал как с коллегами из различных отечественных академических и отраслевых институтов, так и с коллегами за рубежом. Очень часто сотрудничество, которое начиналось с совместной работы по проектам, перерастало затем в тесную дружбу. Оригинальные радиофизические методы исследования ионосферы, разработанные в 90-е годы под руководством В. Е. Куницына, на многие годы вперед обеспечили получение результатов о широком спектре явлений, активно изучаемых в настоящее время. Вячеслав Евгеньевич обладал удивительной интуицией, опиравшейся на глубокие и разносторонние знания. Он охотно делился своими идеями с коллегами и радовался, когда те развивали их. Помимо знаний в области его непосредственных научных интересов, Вячеслава Евгеньевича отличала осведомленность и эрудиция во многих областях физики — от методов цифровой обработки радиосигналов современных навигационных систем в исследованиях верхней атмосферы и ближнего космоса до глубинного радиозондирования марсианских полярных льдов с космических аппаратов и регионального мониторинга ионосферы методом GPS- интерферометрии. Он заражал своих коллег и учеников неутомимым интересом к последним достижениям науки. Более 20 лет В. Е. Куницын читал курсы, охватывающие широкий спектр вопросов — от введения в физику атмосферы до взаимосвязей и взаимодействий в системе атмосфера-ионосфера и дистанционного зондирования верхней атмосферы.
Под руководством Куницына были разработаны методы спутниковой радиотомографии (РТ) ионосферы, включая лучевую, дифракционную и статистическую радиотомографию. На основе развитых методов совместно с Полярным геофизическим институтом РАН были проведены первые в мире эксперименты по радиотомографии ионосферы. Впервые в мире были получены изображения локализованных неоднородностей ионосферы (дифракционная РТ), реконструированы радиотомографические сечения главного ионосферного провала (лучевая РТ), получены пространственные распределения флуктуаций электронной плотности (статистическая РТ). Он стал пионером и признанным лидером в разработке и применении радиотомографических методов в геофизике, физике атмосферы и ближнего космоса.
Под руководством Куницына сотрудниками кафедры совместно с рядом отечественных и зарубежных научных центров были проведены многочисленные РТ исследования в России, США, Скандинавии, Юго-восточной Азии. Разработанные методы спутниковой РТ открывают перспективу создания региональных и глобальной систем мониторинга атмосферы и околоземного пространства. За разработку метода спутниковой радиотомографии ионосферы В. Е. Куницын в составе авторского коллектива сотрудников кафедры физики атмосферы МГУ, ПГИ РАН и ИЗМИРАН в 1998 году был награждён Государственной премией РФ в области науки и техники.
Кроме научной деятельности, вел активную преподавательскую работу. Под его руководством подготовлено 16 кандидатских диссертационных работ.
Опубликовал более 400 работ, в том числе 5 монографий и 2 учебных пособия, сделал множество докладов на международных и российских конференциях. Количество цитирований статей в журналах по данным Web of Science: 562, Scopus: 391..
Являлся членом Ученого Совета физического факультета МГУ;
Председателем Ученого Совета Отделения геофизики факультета;
председателем диссертационного совета при МГУ, членом диссертационного совета при ИФА РАН;
членом бюро секции метеорологии и атмосферных наук национального геофизического комитета;
членом бюро Совета по распространению радиоволн РАН;
членом редколлегий журналов «Вестник Московского университета» (серия физика, астрономия) и «РЭНСИТ — радиоэлектроника, наносистемы, информационные технологии»;
членом оргкомитета международной байкальской школы по фундаментальной физике (БШФФ).

## Награды и премии
Лауреат Государственной премии РФ Вячеслав Евгеньевич был также первым лауреатом премии МГУ им. И.И. Шувалова (1993) и лауреатом Ломоносовской премии (2005). Он был действительным членом Российской академии естественных наук (2000) и Международной академии наук высшей школы (1996).
Среди его учеников - 16 кандидатов наук.
За успешную научную и педагогическую деятельность и активную общественную работу В.Е. Куницын был награжден медалями "За трудовую доблесть" и "В память 850-летия Москвы", почетным знаком "250 лет Московскому государственному университету им. М.В. Ломоносова".